# Кубок світу з футболу серед військовослужбовців
Кубок світу з футболу серед військовослужбовців — футбольне змагання для національних збірних військовослужбовців. Організовується Міжнародною радою військового спорту. Турнір проводиться з 1946 року й спочатку мав назву Чемпіонат світу з футболу серед військовослужбовців. Починаючи з розіграшу 2001 року назву було змінено. Коли було створено Всесвітні ігри військовослужбовців в 1995 році, футбольний чемпіонат також було до нього включено, але як і раніше цей футбольний турнір проводиться незалежно один від одного кожні два роки.
Жіночий чемпіонат світу з футболу серед військовослужбовців, було засновано в 2001 році.

## Історія
Перші такі ігри відбулися в Празі (Чехословаччина) в 1946 році під егідою Спортивної Ради Збройних сил, який в 1948 році змінив назву на Міжнародну раду військового спорту. В першому розіграші Велика Британія стала перемоницею, а Чехсловаччина посіла друге місце. В 1995 році було засновано Всесвітні ігри військовослужбовців, до складу якого було включено й футбольне змагання.

## Формат
З 2013 року чемпіонат світу розділений на 2 окремі змагання. Чемпіонат світу з футболу CISM проходить один раз на чотири роки, 2-гий розіграш Кубку відбудеться в 2017 році в Маскаті (Оман). Крім того, протягом 4 роки на Всесвітніх іграх військовослужбовців проходить футбольний турнір, під назвою Чемпіонат світу серед військовослужбовців.

## Кваліфікація
Кваліфікаційні турніри складаються з:
| Конфедерація | Чемпіонат                                               |
| ------------ | ------------------------------------------------------- |
| Азія         | Кваліфікаційний турнір азійських військовослужбовців    |
| Африка       | Кубок Африки серед військовослужбовців                  |
| Америка      | Кубок Америки серед військовослужбовців                 |
| Європа       | Кваліфікаційний турнір європейських військовослужбовців |

## Результат

### Чоловіки

#### Чемпіонат світу з футболу серед військовослужбовців
В 1995 році почав проводитися футбольний турнір, який став частиною Всесвітніх ігор військовослужбовців, які проходять раз на чотири роки. Цей турнір вважається частиною чемпіонату світу.
| 1946 Детально | Прага              | Англія            |                                   | Чехословаччина    | Бельгія              |                                       |                      |
| 1947 Детально | Ганновер           | Бельгія           |                                   | Нідерланди        | Данія                |                                       |                      |
| 1948 Детально | Копенгаген         | Франція           |                                   | Бельгія           | Данія                |                                       | Люксембург           |
| 1949 Детально | Лілль / Париж      | Франція           | 3 — 1                             | Туреччина         | Бельгія              | 3 — 1                                 | Нідерланди           |
| 1950 Детально | Гаага              | Італія            | 2 — 1                             | Бельгія           | Франція              | 4 — 4 (Франція перемогла за кутовими) | Нідерланди           |
| 1951 Детально | Каїр               | Італія            | 3 — 1                             | Єгипет            | Франція              | 3 — 1                                 | Бельгія              |
| 1952 Детально | Афіни              | Греція            | 3 — 2                             | Бельгія           | Нідерланди           | 1 — 0                                 | Туреччина            |
| 1953 Детально | Анкара / Стамбул 1 | Бельгія           | n/a                               | Туреччина         | Греція               | Греція                                | Греція               |
| 1954 Детально | Брюссель           | Бельгія           | 5 — 1                             | Туреччина         | Португалія           | 1 — 0                                 | Франція              |
| 1955 Детально | Рим                | Туреччина         | n/a                               | Італія            | Єгипет               | n/a                                   | Нідерланди           |
| 1956 Детально | Лісабон            | Італія            | n/a                               | Португалія        | Єгипет               | n/a                                   | Туреччина            |
| 1957 Детально | Буенос-Айрес       | Франція           | n/a                               | Аргентина         | Італія               | n/a                                   | Бразилія             |
| 1958 Детально | Лісабон            | Португалія        | 2 — 1                             | Франція           | Нідерланди           | 4 — 3                                 | Бельгія              |
| 1959 Детально | Флоренція 1        | Італія            | n/a                               | Португалія        | Франція              | Франція                               | Франція              |
| 1960 Детально | Оран 2             | Бельгія           | n/a                               | Туреччина         | Греція               | n/a                                   | Франція              |
| 1961 Детально | Анкара             | Туреччина         | n/a                               | Греція            | Франція              | n/a                                   | Нідерланди           |
| 1962 Детально | Сеул               | Греція            | 1-ий матч: 3 — 1 2-ий матч: 1 — 2 | Корея             | Туреччина            |                                       |                      |
| 1963 Детально | Афіни / Салоніки   | Греція            | n/a                               | Бельгія           | Франція Туреччина    | Франція Туреччина                     | Франція Туреччина    |
| 1964 Детально | Анкара / Стамбул   | Франція           | n/a                               | Туреччина         | Німеччина Нідерланди | Німеччина Нідерланди                  | Німеччина Нідерланди |
| 1965 Детально | Мадрид             | Іспанія           |                                   | Туреччина         | Марокко              |                                       | Бельгія              |
| 1966 Детально | Рабат              | Туреччина         | 1-ий матч: 2 — 1 2-ий матч: 0 — 0 | Марокко           | Нідерланди Іспанія   | Нідерланди Іспанія                    | Нідерланди Іспанія   |
| 1967 Детально | Брюссель           | Туреччина         | n/a                               | Бельгія           | Марокко Нідерланди   | Марокко Нідерланди                    | Марокко Нідерланди   |
| 1968 Детально | Багдад             | Греція            |                                   | Туреччина         | Нідерланди Іспанія   | Нідерланди Іспанія                    | Нідерланди Іспанія   |
| 1969 Детально | Афіни              | Греція            | т/п                               | Алжир             | Іран                 | 1 — 1                                 | Корея                |
| 1972 Детально | Багдад             | Ірак              | n/a                               | Італія            | Греція               | n/a                                   | Туреччина            |
| 1973 Детально | Браззавіль         | Італія            | n/a                               | Ірак              | Кувейт               | n/a                                   | Конго                |
| 1975 Детально | Гаґен              | Західна Німеччина | 1 — 0                             | Нідерланди        | Кувейт               | 6 — 5 д.ч.                            | Камерун              |
| 1977 Детально | Дамаск             | Ірак              | 0 — 0 Пен.: 5 — 4                 | Кувейт            | Італія               | 3 — 1 д.ч.                            | Франція              |
| 1979 Детально | Ель-Кувейт         | Ірак              | 0 — 0 Пен.: 4 — 3                 | Італія            | Кувейт               | 3 — 1                                 | Австрія              |
| 1981 Детально | Доха               | Кувейт            | 1 — 0                             | Катар             | Сирія                | 2 — 0                                 | Франція              |
| 1983 Детально | Ель-Кувейт         | Кувейт            | 2 — 0                             | Бельгія           |                      |                                       |                      |
| 1987 Детально | Ареццо             | Італія            | 2 — 0                             | Західна Німеччина | Єгипет               | 4 — 1                                 | Бельгія              |
| 1989 Детально | Казерта            | Італія            | 3 — 0                             | Марокко           | Бельгія              | 1 — 0                                 | ОАЕ                  |
| 1991 Детально | Арнем / Апелдорн   | Італія            | 3 — 3 дод.ч. Пен.: 5 — 4          | Німеччина         | Туреччина            | 1 — 0                                 | Франція              |
| 1993 Детально | Рабат              | Єгипет            | 3 — 2 дод.ч.                      | Марокко           | Німеччина            | 3 — 0                                 | Франція              |
| 1995 Детально | Рим *              | Франція           | 1 — 0                             | Іран              | Корея                | 1 — 0                                 | Кіпр                 |
| 1997 Детально | Тегеран            | Греція            | 1 — 0                             | Італія            | Франція              | 3 — 2 дод.ч.                          | Буркіна-Фасо         |
| 1999 Детально | Загреб *           | Єгипет            | 3 — 3 Пен.: 5 — 4                 | Греція            | Хорватія             | 2 — 0                                 | Німеччина            |
| 2001 Детально | Каїр               | Єгипет            | 3 — 0                             | Греція            | КНДР                 | 5 — 0                                 | Гвінея               |
| 2003 Детально | Катанія *          | КНДР              | 3 — 2                             | Єгипет            | Італія               | 3 — 2                                 | Литва                |
| 2005 Детально | Варендорф          | Єгипет            | 1 — 0                             | Алжир             | Катар                | 3 — 1                                 | Німеччина            |
| 2007 Детально | Хайдерабад *       | Єгипет            | 2 — 0                             | Камерун           | КНДР                 | 2 — 0                                 | Катар                |
| 2011 Детально | Ріо-де-Жанейро *   | Алжир             | 1 — 0                             | Єгипет            | Бразилія             | 1 — 0 дод.ч.                          | Катар                |
| 2015 Детально | Мунгйон *          | Алжир             | 2 — 0 дод.ч.                      | Оман              | Корея                | 3 — 2                                 | Єгипет               |
| 2019 Детально | Ухань *            | Ще не відбувся    | Ще не відбувся                    | Ще не відбувся    | Ще не відбувся       | Ще не відбувся                        | Ще не відбувся       |

- ↑  Турнір відбувається за системою кола й визначає підсумкове становище
- ↑  Лише три команди виступали в фінальній групі
- ↑  Турнір відбувся в Французькому Алжирі
- * Проходить як частина Всесвітніх ігор військовослужбовців

#### Чемпіонат світу з футболу серед військовослужбовців (CISM)
| 2013 Детально | Баку   | Ірак | 3 — 2             | Оман  | Кот-д'Івуар | 1 — 0             | Азербайджан |
| 2017 Детально | Маскат | Оман | 0 — 0 пен.: 4 — 1 | Катар | Сирія       | 2 — 2 пен.: 6 — 5 | Єгипет      |

#### Рейтинг збірних (на основі потрапляння топ-4)
| Команда        | Титули                                             | Фінали                                       | 3-тє місце                             | 4-те місце                             | Загалом |
| -------------- | -------------------------------------------------- | -------------------------------------------- | -------------------------------------- | -------------------------------------- | ------- |
| Італія         | 8 (1950, 1951, 1956, 1959, 1973, 1987, 1989, 1991) | 4 (1955, 1972, 1979, 1997)                   | 3 (1957, 1977, 2003)                   | —                                      | 15      |
| Греція         | 6 (1952, 1962, 1963, 1968, 1969, 1997)             | 3 (1961, 1999, 2001)                         | 3 (1953, 1960, 1972)                   | —                                      | 12      |
| Єгипет         | 5 (1993, 1999, 2001, 2005, 2007)                   | 3 (1951, 2003, 2011)                         | 3 (1955, 1956, 1987)                   | 2 (2015, 2017)                         | 13      |
| Франція        | 5 (1948, 1949, 1957, 1964, 1995)                   | 1 (1958)                                     | 6 (1950, 1951, 1959, 1961, 1963, 1997) | 6 (1954, 1960, 1977, 1981, 1991, 1993) | 18      |
| Туреччина      | 4 (1955, 1961, 1966, 1967)                         | 7 (1949, 1953, 1954, 1960, 1964, 1965, 1968) | 2 (1962, 1991)                         | 4 (1952, 1956, 1963, 1972)             | 17      |
| Бельгія        | 4 (1947, 1953, 1954, 1960)                         | 6 (1948, 1950, 1952, 1963, 1967, 1983)       | 3 (1946, 1949, 1989)                   | 4 (1951, 1958, 1965, 1987)             | 14      |
| Ірак           | 4 (1972, 1977, 1979, 2013)                         | 1 (1973)                                     | —                                      | —                                      | 5       |
| Алжир          | 2 (2011, 2015)                                     | 2 (1969, 2005)                               | —                                      | —                                      | 4       |
| Кувейт         | 2 (1981, 1983)                                     | 1 (1977)                                     | 3 (1973, 1975, 1979)                   | —                                      | 6       |
| Німеччина      | 1 (1975)                                           | 2 (1987, 1991)                               | 2 (1964, 1993)                         | 2 (1999, 2005)                         | 7       |
| Португалія     | 1 (1958)                                           | 2 (1956, 1959)                               | 1 (1954)                               | —                                      | 4       |
| Оман           | 1 (2017)                                           | 2 (2013, 2015)                               | —                                      | —                                      | 3       |
| КНДР           | 1 (2003)                                           | —                                            | 2 (2001, 2007)                         | —                                      | 3       |
| Іспанія        | 1 (1965)                                           | —                                            | —                                      | 2 (1966, 1968)                         | 3       |
| Англія         | 1 (1946)                                           | —                                            | —                                      | —                                      | 1       |
| Марокко        | —                                                  | 3 (1966, 1989, 1993)                         | 2 (1965, 1967)                         | —                                      | 5       |
| Нідерланди     | —                                                  | 2 (1947, 1975)                               | 4 (1952, 1958, 1966, 1968)             | 6 (1949, 1950, 1955, 1961, 1964, 1967) | 12      |
| Катар          | —                                                  | 2 (1981, 2017)                               | 1 (2005)                               | 2 (2007, 2011)                         | 5       |
| Іран           | —                                                  | 1 (1995)                                     | 1 (1969)                               | —                                      | 2       |
| Корея          | —                                                  | 1 (1962)                                     | 2 (1995, 2015)                         | —                                      | 3       |
| Камерун        | —                                                  | 1 (2007)                                     | —                                      | 1 (1975)                               | 2       |
| Аргентина      | —                                                  | 1 (1957)                                     | —                                      | —                                      | 1       |
| Чехословаччина | —                                                  | 1 (1946)                                     | —                                      | —                                      | 1       |
| Данія          | —                                                  | —                                            | 2 (1947, 1948)                         | —                                      | 2       |
| Сирія          | —                                                  | —                                            | 2 (1981, 2017)                         | —                                      | 2       |
| Бразилія       | —                                                  | —                                            | 1 (2011)                               | 1 (1957)                               | 2       |
| Хорватія       | —                                                  | —                                            | 1 (1999)                               | —                                      | 1       |
| Кот-д'Івуар    | —                                                  | —                                            | 1 (2013)                               | —                                      | 1       |
| Австрія        | —                                                  | —                                            | —                                      | 1 (1979)                               | 1       |
| Конго          | —                                                  | —                                            | —                                      | 1 (1973)                               | 1       |
| Кіпр           | —                                                  | —                                            | —                                      | 1 (1995)                               | 1       |
| Гвінея         | —                                                  | —                                            | —                                      | 1 (2001)                               | 1       |
| Литва          | —                                                  | —                                            | —                                      | 1 (2003)                               | 1       |
| Люксембург     | —                                                  | —                                            | —                                      | 1 (1948)                               | 1       |
| ОАЕ            | —                                                  | —                                            | —                                      | 1 (1989)                               | 1       |
| Буркіна-Фасо   | —                                                  | —                                            | —                                      | 1 (1997)                               | 1       |
| Азербайджан    | —                                                  | —                                            | —                                      | 1 (2013)                               | 1       |

### Жінки
| 2001 Детально | Нідерланди       | Німеччина  | n/a           | Нідерланди | Англія     | n/a              | Канада     |
| 2002 Детально | Кінгстон         | США        | 1 — 0         | Німеччина  | Нідерланди | 4 — 0            | Канада     |
| 2003 Детально | Варендорф        | Німеччина  | 7 — 3         | Нідерланди | США        | 1 — 0            | Канада     |
| 2004 Детально | Форт-Юстіс       | Нідерланди | 3 — 0 дод.час | Німеччина  | США        | 3 — 1            | Канада     |
| 2006 Детально | Ассен            | Нідерланди | 2 — 0         | США        | Німеччина  | 6 — 4 дод.час    | Франція    |
| 2007 Детально | Хайдерабад *     | КНДР       | 5 — 0         | Німеччина  | Франція    | 1 — 0            | Нідерланди |
| 2008 Детально | Еде              | Німеччина  | 3 — 0         | Франція    | Нідерланди | 2 — 1            | Корея      |
| 2009 Детально | Білоксі          | Бразилія   | 1 — 0         | Корея      | Нідерланди | 2 — 1            | Франція    |
| 2010 Детально | Шербур-Октевіль  | Бразилія   | 1 — 0         | Корея      | Франція    | 2 — 1            | Нідерланди |
| 2011 Детально | Ріо-де-Жанейро * | Бразилія   | 5 — 0         | Німеччина  | Нідерланди | 2 — 0            | Франція    |
| 2012 Детально | Варендорф        | Німеччина  | 1 — 0         | Корея      | Нідерланди | 5 — 1            | США        |
| 2015 Детально | Мунгйон *        | Бразилія   | 2 — 1 дод.час | Франція    | Корея      | 3 — 0            | Нідерланди |
| 2016 Детально | Франція          | Франція    | 2 — 1         | Бразилія   | Корея      | 3 — 3 дч (4–3 p) | Камерун    |

- ↑  Турнір відбувається за системою кола й визначає підсумкове становище
- * Проходить як частина Всесвітніх ігор військовослужбовців

#### Рейтинг збірних (на основі потрапляння топ-4)
| Команда    | Перемог                    | Фіналів                    | з-тє місце                       | 4-те місце                 | Загалом |
| ---------- | -------------------------- | -------------------------- | -------------------------------- | -------------------------- | ------- |
| Німеччина  | 4 (2001, 2003, 2008, 2012) | 4 (2002, 2004, 2007, 2011) | 1 (2006)                         | —                          | 9       |
| Бразилія   | 4 (2009, 2010, 2011, 2015) | 1 (2016)                   | —                                | —                          | 4       |
| Нідерланди | 2 (2004, 2006)             | 2 (2001, 2003)             | 5 (2002, 2008, 2009, 2011, 2012) | 3 (2007, 2010, 2015)       | 12      |
| США        | 1 (2002)                   | 1 (2006)                   | 2 (2003, 2004)                   | 1 (2012)                   | 5       |
| Франція    | 1 (2016)                   | 2 (2008, 2015)             | 2 (2007, 2010)                   | 3 (2006, 2009, 2011)       | 8       |
| КНДР       | 1 (2007)                   | —                          | —                                | —                          | 1       |
| Корея      | —                          | 3 (2009, 2010, 2012)       | 2 (2015, 2016)                   | 1 (2008)                   | 6       |
| Англія     | —                          | —                          | 1 (2001)                         | —                          | 1       |
| Канада     | —                          | —                          | —                                | 4 (2001, 2002, 2003, 2004) | 4       |
| Камерун    | —                          | —                          | —                                | 1 (2016)                   | 1       |